# Amagi (Kagoshima)
Amagi (jap. 天城町 Amagi-chō) – miasto w Japonii, w prefekturze Kagoshima, na wyspie Tokunoshima. Według danych na rok 2020 miejscowość zamieszkiwało 5 517 mieszkańców , a gęstość zaludnienia wyniosła 68,6 os./km².